# Rex cucciolo - Le avventure di un piccolo commissario
Rex cucciolo - Le avventure di un piccolo commissario (Baby Rex - Der kleine Kommissar) è un film per la televisione diretto da Oliver Hirschbiegel della serie TV Il commissario Rex.
Narra le avventure di Rex, il cane poliziotto della serie televisiva, quando era ancora un cucciolo, ma già scaltro e intelligente.

## Trama
Nelle alpi austriache è inverno, le foglie cadono dagli alberi, sono nati molti cuccioli di pastore tedesco in un allevamento famoso, gestito da un proprietario terriero. Uno dei cuccioli si dimostra più furbo degli altri. Così i proprietari decidono di non venderlo e lo battezzano con il nome "Rex". Anche il proprietario di una cava locale, la cui attività è una copertura per lo smaltimento illegale di rifiuti tossici, è interessato a Rex e lo fa rapire, perché scopre che il cane non è in vendita. Poiché il nuovo padrone non piace a esso. Rex riesce a mettersi in salvo riuscendo ad arrivare in una casa sconosciuta, dove si ferma a bere. Nella casa vive un ragazzino di nome Benny che sentendo abbaiare, gli apre la porta e lo ospita, tuttavia suo nonno riconosce l'animale e lo riporta all'allevamento. I proprietari originali lasciano però il cane a Benny, che guadagna così un grande amico. Pochi mesi dopo, durante una vacanza di Benny col nonno, capitano varie interruzioni di energia elettrica, il livello dell'acqua nel torrente è infatti troppo bassa per fare girare la turbina. Presto si scopre che qualcuno estrae l'acqua dalla grotta e Benny ha deciso di scoprire chi c'è dietro a tutto questo. Subito si scopre che il colpevole è Rudolf Kainz, il padrone della cava, che versa prodotti chimici tossici nel fiume; vedendosi scoperto, questo cerca di uccidere Benny e suo nonno spingendo loro addosso una catasta di tronchi. I due rimangono bloccati sotto un ammasso di legno. Rex corre in paese per chiamare aiuto. Appena ritrovati, Benny viene portato in ospedale con una gamba rotta, suo nonno ha solo qualche piccola ferita. Prima di guarire completamente, Benny riprende la scuola e torna a Vienna. Qui incontra uno degli uomini di Kainz e lo segue assieme a Rex. Benny chiama due volte la polizia, ma questi pensano che si parli di un gioco del ragazzino, così Benny segue l'uomo fino a casa di Kainz. Qui telefona di nuovo alla polizia. Kainz sorprende Benny e lo rinchiude in un frigorifero. Rex essendo astuto, riesce a aprire il frigo, facendo uscire il ragazzino. Kainz lo ritrova, ma Rex entra all'azione, gli salta addosso e lo butta all'interno di una piscina. Sarà la polizia a far giustizia.